# 王建硕
王建硕（1977年10月18日—），河南洛阳人，百姓网创始人、首席执行官。1995年毕业于上海交通大学自动化系。
曾就职于微软全球技术支持中心。后担任百姓网（前身為客齊集）首席执行官。
为著名Blogger。

## 外部連結
- 王建硕个人博客 （页面存档备份，存于）